# Jean César-Bru
Pour les articles homonymes, voir César et Bru.
Jean Louis Augustin César-Bru, né à Senlis (Oise) le 7 août 1870 et mort à Saint-Girons (Ariège) le 10 avril 1955, est un sculpteur français.

## Biographie
Élève de Alexandre Falguière et Théophile Barrau, Jean César-Bru expose au Salon des artistes français dès 1898 et y obtient une mention honorable en 1898 et une médaille de 3e classe en 1902. 